# The Independent
The Independent ist eine britische Internet-Zeitung. Ihr Hauptsitz ist in Canary Wharf, London.
Der Independent wurde 1986 erstmals als Tageszeitung veröffentlicht. Er ist damit eine der jüngsten überregionalen britischen Tageszeitungen. Seine Werktagsausgabe wurde 2004 mit dem British Press Award als National Newspaper of the Year ausgezeichnet. Der Independent wird vom Medienunternehmen Independent News & Media herausgegeben.
Im März 2010 wurde die Zeitung vom russischen Oligarchen Alexander Jewgenjewitsch Lebedew aufgekauft. Am 26. März 2016 erschien die letzte auf Papier gedruckte Ausgabe; seitdem wird der Independent nur noch digital vertrieben.

## Geschichte

### Gründung 1986
The Independent erschien erstmals am 7. Oktober 1986 und ist damit die jüngste unter den britischen Tageszeitungen, die im Broadsheet-Format herauskamen. Obwohl er heute nicht mehr in diesem Format erscheint, treffen die anderen typischen Eigenschaften einer Broadsheet-Zeitung noch immer auf ihn zu. Die Gründer waren Andreas Whittam Smith, Stephen Glover und Matthew Symonds, drei ehemalige Redakteure des Daily Telegraph, die diesen nach Differenzen mit William Michael Berry (Baron Hartwell) verlassen hatten und nun mit ihrem eigenen Unternehmen Newspaper Publishing Ltd einen Neuanfang wagten. Marcus Sieff war der Vorsitzende von Newspaper Publishing, Smith der Chefredakteur des Blattes.
Zur Zeit der Gründung des Blattes gab es auf dem britischen Zeitungsmarkt einen Umbruch, denn Rupert Murdoch legte sich mit verschiedenen Gewerkschaften des Verlagswesens an. In dieser unruhigen Zeit konnte The Independent zahlreiche herausragende Mitarbeiter von Murdoch abwerben, die lieber die Seiten wechseln wollten, als unter dessen verschärften Bedingungen zu arbeiten. Außerdem erfreute sich die Leitung der Zeitung guter Beziehungen zum Druckereigewerbe, vor allem weil es keine große Vergangenheit gab, die das Verhältnis hätte belasten können.
Der Independent erreichte mit dem Werbeslogan „It is. Are you?“ („Es ist. Bist du?“) und einem Angriff auf den Guardian bezüglich der gemeinsamen linksliberalen Leserschaft im Jahr 1989 eine Auflage von 400.000 Exemplaren. Sie führte zu einer Weiterentwicklung des Inhalts und einer gestalterischen Auffrischung vieler Zeitungen sowie zu einem aufwändigen Preiskampf zwischen den Verlagen. Der Markt war sehr begrenzt, als der Independent 1990 auch eine eigene Sonntagsausgabe herausgab, und die Verkäufe entwickelten sich nicht so gut wie erwartet. Einige Teile der Redaktion wurden in der Folge aus Kostengründen mit denen der Hauptausgabe vereinigt, die Sonntagsausgabe behielt aber dennoch größtenteils eine eigene Redaktion.
In den 1990ern fuhr der Independent eine Werbekampagne gegen seine beiden größten Rivalen, die Times und den Daily Telegraph. Dazu konzentrierte er sich auf die Eigentümer der Blätter, Rupert Murdoch und Conrad Black, unter anderem motiviert durch die beiden Zeilen THE RUPERT MURDOCH und THE CONRAD BLACK, unter denen THE INDEPENDENT zu lesen war.

### Entwicklung nach 1990
In den 1990ern hatte das Mutterunternehmen des Independent, Newspaper Publishing, mit finanziellen Schwierigkeiten zu kämpfen. Es drohte eine ähnliche Entwicklung wie bei anderen in den 1980ern gegründete Zeitungen, die mangels ausreichender Stammleser, welche die Liquidität des Blattes garantiert hätten, eingegangen waren. Sowohl Tony O’Reillys Medienunternehmen als auch Mirror Group Newspapers hielten im Sommer 1994 durch den Ankauf wesentlicher Teile des Verlags die Zeitung am Leben. Im März 1995 wurde Newspapers Publishing neu strukturiert. O’Reillys Independent News & Media erhielt 43 %, Mirror Group Newspapers ebenfalls 43 % und Prisa (El País) 12 % der Anteile. Noch im gleichen Monat verließ Mitbegründer Whittam Smith die Zeitung.
Im April 1996 gab es eine weitere Umfinanzierung, und im März 1998 kaufte O’Reilly die restlichen 54 % des Unternehmens für 30.000.000 £ und zahlte die Kredite des Unternehmens ab. Brendan Hopkins stand Independent News vor, Andrew Marr wurde Chefredakteur des Independent, Rosie Boycott übernahm die gleiche Funktion beim Independent on Sunday. Marr initiierte eine kurzfristige Umgestaltung des Blattes, die von vielen Seiten kritisiert wurde (er selbst bezeichnete in seinem semi-autobiografischen Werk My Trade die Umgestaltungspläne im Nachhinein als vermessen), aber vor allem aufgrund des begrenzten Budgets kommerziell als verhängnisvoll herausstellen sollte.
Boycott wechselte im April 1998 zum Daily Express, Marr verließ das Blatt im Mai 1998 (um später als Leiter der Politik-Redaktion bei der BBC einzusteigen), Simon Kelner wurde neuer Chefredakteur. Zu diesem Zeitpunkt war die Auflage des Blattes bereits auf unter 200.000 Exemplare gefallen. Independent News investierte viel Geld, um die Auflagenzahl wieder zu erhöhen, und unterzog die Zeitung einer Reihe von Umgestaltungen. Zwar verbesserte sich die Auflage, doch erreichte sie nicht die alten Höhen von 1989 oder brachte das Unternehmen wieder in die Gewinnzone. Es wurden Arbeitsplätze gestrichen und die Ausgaben stärker kontrolliert, was sich auf die tägliche Arbeit der Journalisten und deren Moral auswirkte. Ivan Fallon, seit 1995 im Vorstand und einst eine Schlüsselfigur der Sunday Times, beerbte im Juli 2002 Hopkins als Vorstandsvorsitzender von Independent News & Media. Eine im Januar 2003 im Independent veröffentlichte Karikatur des israelischen Ministerpräsidenten Ariel Scharon von Dave Brown löste eine Antisemitismus-Kontroverse aus. Noch im Sommer 2004 verzeichnete die Zeitung einen jährlichen Verlust von 5.000.000 £. 2006 kam die Trendwende, die Auflage erreichte ein Neun-Jahres-Hoch.

### Wechsel vom Broadsheet zum Tabloid
The Independent wurde ursprünglich im Broadsheet-Format produziert, was jedoch im September 2003 zu Gunsten einer Wahlmöglichkeit zwischen Broadsheet- und Tabloid-Format umgestellt wurde (beide Ausgaben waren inhaltsgleich). Die Tabloid-Ausgabe wurde „Compact“ genannt, um sich vom Begriff des Boulevardjournalismus abzugrenzen (in Großbritannien steht Tabloid für Boulevardzeitungen). Das verkleinerte Format wurde von den Lesern gut angenommen. Rupert Murdochs Times stellte kurz darauf auch auf das Tabloid-Format um. Vor der Umstellung hatte der Independent eine Auflage von 217.500 Exemplaren und war damit die kleinste der vier großen landesweit erscheinenden Tageszeitungen. Nach dem Formatwechsel stieg die Auflage im März 2004 um 15 % auf etwa 250.000 Exemplare. 2006 stagnierte die Auflage auf dem Niveau einer Viertelmillion. Am 14. Mai 2004 stellte der Independent seine Broadsheet-Ausgabe an Werktagen ein, bei der Samstagsausgabe war dies schon im Januar geschehen. The Independent on Sunday erschien am 9. Oktober 2005 zum letzten Mal als Broadsheet, auch hier wurde auf das Tabloid-Format umgestellt. Damit war die Sindie die erste landesweit erscheinende britische Sonntagszeitung, die diesen Schritt wagte.
Am 12. April 2005 erhielt der Independent durch eine radikale Umgestaltung einen eher europäischen Stil, der teilweise an die französische Zeitung Libération erinnert. Der zweite Teil der Werktagsausgabe wurde mit dem ersten vereinigt, in den Hauptnachrichten wurden doppelseitige Hintergrundartikel etabliert und es gab Veränderungen an Titel- und Rückseite. Über eine Million Pfund wurden für die Umarbeitung ausgegeben.
Am 25. April wurde mit Extra eine neue Beilage eingeführt. Sie erinnert an G2 des Guardian oder an T2 der Times und enthält Hintergrundartikel, Reportagen und Spiele wie Sudoku.

### Einstellung der Druckausgabe
Am 12. Februar 2016 erklärte Evgeny Lebedev, der Eigentümer des Zeitungshauses, dass die letzte gedruckte Ausgabe des Independent on Sunday am 20. März 2016 und die letzte gedruckte Ausgabe des wochentäglichen Independent am 26. März 2016 erscheinen werde. Er kündigte an, dass es eine neue gebührenpflichtige Mobile App geben werde, in der die Zeitung als digitale Zeitung weiterbestehen soll. Die bereits existierende Webseite soll dabei weiterbestehen, da sie mit 70 Millionen Besuchern im Jahr 2015 ein Wachstum von 33 % verzeichnete und gewinnbringend arbeite.
Die gedruckte Kurzausgabe der Website mit dem Namen „I“, die eine Auflage von 268.000 Exemplaren erreichte, wurde für 25 Millionen Pfund an das Medienunternehmen Johnston Press PLC, die Inhaber von The Scotsman, verkauft.

### Politik und Leser
Während der Independent von sich behauptet, unterschiedliche politische Meinungen zu repräsentieren, und erklärte, ein gemischtes Parlament wäre das bestmögliche Ergebnis der Wahlen von 2005, wird die Zeitung politisch in die Nähe der Liberal Democrats eingeordnet. Eine von April bis Juni 2000 von MORI durchgeführte Umfrage zeigte, dass 60 % der Leser des Independent für die Labour Party stimmten. Eine 2004 ebenfalls von MORI durchgeführte Umfrage ergab, dass 39 % der Independent-Leser die Liberal Democrats unterstützten, während 36 % für die Labour Party stimmten.
Der typische Independent-Leser ist politisch gemäßigt, liberal und überdurchschnittlich gebildet, wählt die Liberal Democrats oder Labour und interessiert sich für den Umweltschutz. Diese Werte haben sich direkt auf den Stil der Zeitung ausgewirkt. Das Blatt befürwortet das Verhältniswahlrecht und Maßnahmen gegen den Klimawandel. In der ersten Hälfte der 2000er Jahre gab es oft kritische Leitartikel über George W. Bush, Tony Blair und die israelische Außenpolitik. 2005 initiierte The Independent Kampagnen zur Ersetzung des Mehrheitswahlrechts durch das Verhältniswahlrecht sowie gegen die Einführung von Personalausweisen in Großbritannien. Das Blatt veröffentlichte auch Kampagnen gegen eine Beschränkung der Einwanderung in das Vereinigte Königreich. Viele Artikel werden von weiblichen oder zu Minderheiten gehörenden Journalisten geschrieben.
Der Independent kritisiert die in seinen Augen überdimensionierte Berichterstattung anderer Zeitungen über das britische Königshaus. Als die Hochzeit von Prinz Charles mit Camilla Parker Bowles angekündigt wurde, veröffentlichte der Independent diese Meldung in einer kleinen Box auf der Titelseite zusammen mit elf anderen Meldungen unter der Überschrift „Here is the news you may have missed“ („Hier sind die Nachrichten, die Sie vielleicht verpasst haben“). Ähnlich verfährt das Blatt bei Geburten von neuen Mitgliedern der Königsfamilie.
The Independent vergibt den Longford Prize, der nach Lord Longford benannt wurde.
Häufig wird der Independent – vor allem durch das Satiremagazin Private Eye – wegen seiner oft von Statistiken und Listen zu einem Titelthema oder von einem sehr politischen Leitartikel dominierten Titelseiten parodiert, die im Kontrast zu den anderen, traditionell von Fotografien und Nachrichten beherrschten Titelseiten stehen.

#### The (RED) Independent
The Independent unterstützte auch die Kampagne Product Red des U2-Frontmanns Bono. Für dieses Projekt wurde eine Ausgabe namens The (RED) Independent geschaffen, eine Sonderausgabe, bei der die Hälfte der Tageseinnahmen in Hilfsprojekte investiert wird. Das erste unter Bono als Chefredakteur produzierte Exemplar erschien im Mai 2006 und verkaufte sich sehr gut. Im September 2006 gab es eine weitere Ausgabe des RED Independent, für die diesmal der Modedesigner Giorgio Armani verantwortlich war. Kontrovers diskutiert wurde das Titelfoto, für das das Model Kate Moss für einen Artikel über AIDS in Afrika mit schwarz geschminktem Gesicht posierte.

## Beilagen
Analog zu anderen Zeitungen bietet der Independent in seiner Samstags- und Sonntagsausgabe Zusatzbeilagen mit tendenziell längeren Artikeln:
| The Independent Samstagsausgabe - The Information – Ein kompakter Teil, der aus jede Woche thematisch unterschiedlichen Artikeln besteht. So gibt es zum Beispiel in der Vorweihnachtszeit Vorschläge für Geschenke für Ihn und Geschenke für Sie. - The Independent Traveller – Dieser Teil informiert über verschiedene Urlaubsorte. Auch hier wird eine breite Themenpalette abgedeckt, es werden Ziele sowohl für Erholungsurlaub als auch für Aktivurlaub vorgestellt. - The Independent Magazine – Diese Beilage bietet eine Übersicht über wöchentliche Ereignisse sowie das Wetter, das TV-Programm, Boulevard- oder weniger bekannte Nachrichten. | The Independent on Sunday - Business & Money – diese eigenständige Beilage behandelt den Aktienhandel an Börsen, private Geldanlage und Nachrichten aus der Wirtschaft. - The Compact Traveller – der Reiseteil besteht aus Kolumnen über Familienurlaub, einer Urlaubsbewertungsseite und Reportagen über Urlaubsregionen. - ABC – der Titel steht für „Arts, Books & Culture“ („Kunst, Bücher & Kultur“) und beinhaltet Besprechungen aller Kunstformen und Interviews mit in diesem Bereich arbeitenden Personen. - The Sunday Review – diese beliebte, etwas dickere Beilage enthält Reportagen, regelmäßige Kolumnen und Unterabschnitte über Lifestyle, Mode, Gärten und Kraftfahrzeuge. |

## Chefredakteure
| The Independent - Andreas Whittam Smith (1986–1994) - Ian Hargreaves (1994–1995) - Charles Wilson (1995–1996) - Andrew Marr (1996–Januar 1998) - Rosie Boycott (Januar 1998–März 1998) - Andrew Marr und Rosie Boycott (März 1998–Mai 1998) - Simon Kelner (Mai 1998–2008; 2010–2011) - Roger Alton (2008–2010) - Chris Blackhurst (2011–2013) - Amol Rajan (seit 2013) | The Independent on Sunday - Stephen Glover (1990–1991) - Ian Jack (1991–1995) - Peter Wilby (1995–1996) - Rosie Boycott (1996–1998) - Kim Fletcher (1998–1999) - Janet Street-Porter (1999–2002) - Tristan Davies (2002–2008) - John Mullin (2008–2013) - Lisa Markwell (seit 2013) |

Im Lauf der Jahre gab es auch mehrere Gast-Chefredakteure, wie beispielsweise Bono von U2 im Jahr 2006.

## Redakteure und Kolumnisten
| Vorwiegend für The Independent - Yasmin Alibhai-Brown - Bruce Anderson - Bono - Tracey Emin - Helen Fielding - Cooper Brown - Robert Fisk - Johann Hari - Howard Jacobson - Alex James - Miles Kington - John Lichfield - Rhodri Marsden - Jan McGirk | - Deborah Orr - Peter Popham - Steve Richards - Will Self - Mark Steel - Paul Vallely - Andreas Whittam Smith - Alexei Sayle | Vorwiegend für The Independent on Sunday - Janet Street-Porter – Chefredakteurin - Joan Smith – „Comment & Debate“ - John Rentoul – „Comment & Debate“ - Alan Watkins – „Comment & Debate“ - Patrick Cockburn – „Comment & Debate“ - David Cameron – periodisch in „Comment & Debate“ - Cole Moreton – „News Analysis“ (auch für die Werktagsausgabe) - Peter Cole – „On The Press“ - David Randall & Tim Minogue – „Observatory“ - Rupert Cornwell – „Out of America“ - Dom Joly – „First Up“ in The Sunday Review - Hermione Eyre – Großteil der Besprechungen in der Beilage ABC |